# Feuerwerksbatterie

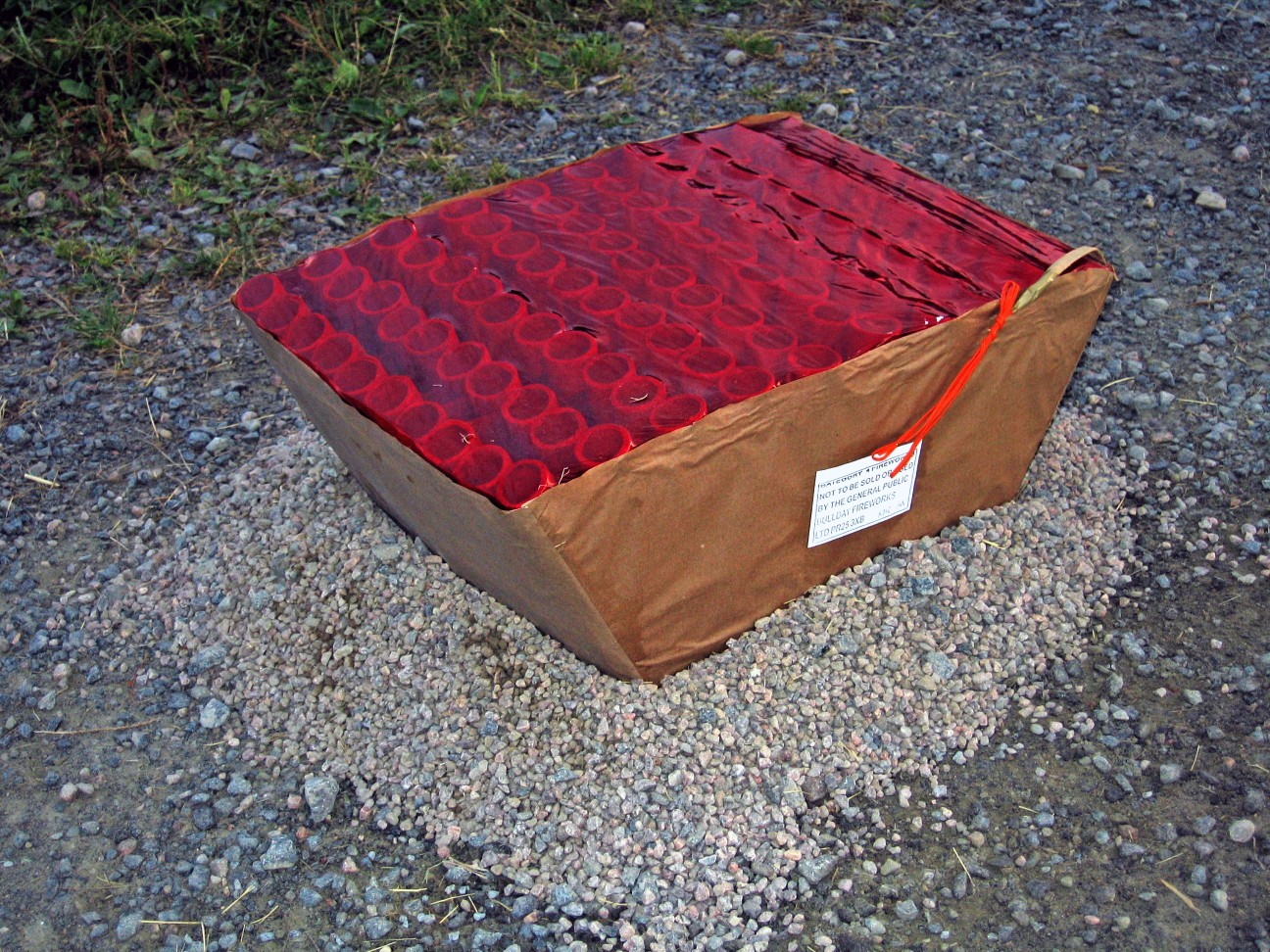
Gefächerte Feuerwerksbatterie

Eine Feuerwerksbatterie (auch: Systemfeuerwerk, Verbundfeuerwerk, englisch Cakebox) ist ein pyrotechnischer Gegenstand, welcher aus einer Kombination kleinerer Einzelrohre besteht, welche untereinander in unterschiedlichen Arten verleitet sind. Solch eine Feuerwerksbatterie kann unterschiedliche Effekte wie Fontänen, Feuertöpfe, Bombetten, Kometen und Feuerwerksbomben enthalten. Nach einmaliger Zündung  werden die Effekte nacheinander zeitlich verzögert, in Salven, oder gesteppt (mit genauer definierten Zeitabständen) geschossen, wobei die Verleitung bereits in der Batterie enthalten ist.
Eine Feuerwerksbatterie ist im Allgemeinen als gebrauchsfertiger, einmalig benutzbarer Gegenstand definiert.